# InfoKomp
Infokomp är ett svenskt aktiebolag som driver friskolor inom kommunal vuxenutbildning. Utbildningsformen hos Infokomp kan vara klassrumsbaserad eller på distans.
Infokomp har varit verksamt sedan 1993 och har sitt säte i Kista. År 2021 hade bolaget en omsättning på knappt 174 miljoner kronor.
Infokomp ägs sedan januari 2014 av Work for you.